# Park Helenów w Łodzi
Park Helenów (znany także jako Park Helenowski, w latach 1946–91 Park im. 19 stycznia) – park miejski, powstały w latach 1881–85 w Łodzi, z inicjatywy fabrykanckiej rodziny Anstadtów, Obiekt zajmuje powierzchnię 12 ha pomiędzy ulicami: Północną, Źródłową i Smugową.

## Początki parku

Park Helenów (mapa)

W 1867 roku rozpoczął pracę browar założony nad rzeką Łódką przez Karola Anstadta. Obok budynków browaru powstał także dom zamieszkiwany przez rodzinę Anstadtów oraz dom dla robotników. Rodzina z czasem zaczęła skupować tereny wokół browaru, m.in. tereny w dolinie Łódki. W ciągu 20 lat od powstania browaru tereny fabryczne powiększyły się pięciokrotnie. Trzej bracia – Ludwik, Zenon i Fryderyk, którzy po śmierci ojca – Karola Anstadta (1874) przejęli zarządzanie firmą, postanowili, wraz z poparciem Karola Anstadta juniora, założyć park. 
W 1881 roku uzyskali pozwolenie władz na budowę parku. Rozpoczęto prace na 12-hektarowym terenie, regulacji poddane zostało koryto Łódki, a na rzece zbudowano dwa stawy .
Realizatorem parku, podobnie jak kilku innych parków łódzkich (Źródliska II, Julianowski), była berlińska firma ogrodnicza L. Späth. Bagnisty teren w krótkim czasie zmienił się w efektowny, urządzony z przepychem ogród. Wśród atrakcji wymienić można: stawy z przystanią dla łódek, wodotryskami i kamienną kaskadą na skarpie, różane aleje, zwierzyniec (urządzony w marcu 1890 roku, w którym oglądać można było parę niedźwiedzi, tresowanego szympansa, jelenie, daniele, sarny, dziki i zające), grotę z lawy wulkanicznej, tarasy, bogate kwietniki, muszlę koncertową, tor kolarski, korty tenisowe i boisko. Od wejścia do wnętrza parku prowadziła aleja wysadzana gruszami, później zamienionymi na dęby czerwone i klony. Wejście do ogrodzonego parku znajdowało się (i obecnie również) pomiędzy restauracją a terenami sportowymi, prawie na przedłużeniu obecnej al. Karola Anstadta .

### Nazwa parku
Nazwa Helenów stanowi upamiętnienie imion żon dwóch braci inicjatorów:
- Heleny Anstadt z Nestlerów, żony Ludwika
- Heleny Anstadt z Lemmów, żony Zenona

W związku z popularnością parku, jego nazwą oznaczono także osiedle wg łódzkiego Systemu Informacji Miejskiej.

## Lata świetności (1885–1914)
26 stycznia 1885 roku park został otwarty dla publiczności, jednakże odwiedzać go mogli jedynie zamożni mieszkańcy Łodzi, gdyż wstęp nie należał do tanich (bilet jednorazowy kosztował 30 kopiejek) – dlatego w parku spotykała się wyłącznie śmietanka towarzyska miasta. Uroczyste otwarcie odbyło się w styczniu 1885 roku, urządzono wówczas imprezę charytatywną na rzecz Łódzkiego Chrześcijańskiego Towarzystwa Dobroczynności. Oprócz głównego punktu programu, czyli ślizgawki na stawach, odbyły się pokazy sztucznych ogni przy dźwiękach muzyki .

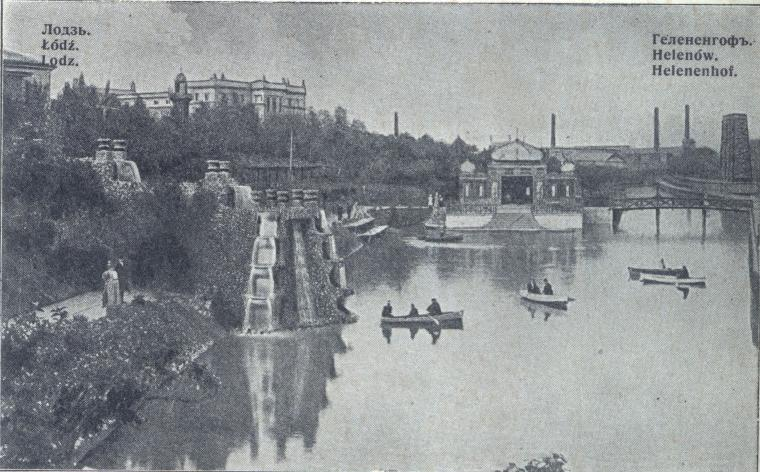
Park Helenów (zdj. archiwalne, XIX wiek)

„Ogród pana Anstadta” stał się szybko modnym i chętnie odwiedzanym miejscem, w którym należało się pokazywać. Park przynosił niemałe zyski (oprócz opłat za wstęp dodatkowy zarobek przynosiła sprzedaż warzonego na miejscu piwa helenowskiego, pilzneńskiego i bawarskiego), właściciele nie szczędzili więc funduszy na kolejne atrakcje, mające uprzyjemnić czas bywalcom. W 1889 roku L. Janiszewski wybudował drewnianą restaurację ze 100 stolikami ustawionymi na wolnym powietrzu (otwarta 14 lipca), jednak okazała się ona zbyt mała i już w następnym roku wybudowano kolejną. Ponadto w parku znalazły się: cukiernia, wieża widokowa, pawilon teatralny oraz hala sportowa . Odbywały się przedstawienia i koncerty, organizowane m.in. przez Stowarzyszenie Komiwojażerów (Noc nad Bosforem, Zabawa neapolitańska, Święto w Sewilli), w których występowała 50-osobowa orkiestra mandolinistów Wacława Korotkiewicza. Każdą dużą imprezę kończyły pokazy sztucznych ogni.
25 sierpnia 1889 roku amerykański baloniarz i spadochroniarz Charles Leroux (właśc. Joseph Johnson) zaprezentował w parku kilkutysięcznej publiczności pokaz swoich umiejętności – wzniósł się balonem na wysokość 5000 stóp (ok. 1500 m) i oddał skok na spadochronie własnej konstrukcji. Był to pierwszy na terenie Łodzi lot balonem i jednocześnie jeden z ostatnich pokazów Leroux – zginął niecały miesiąc później, 12 września?/24 września 1889 roku, w Rewlu (ob. Tallinn) podczas wykonywania 239. skoku w karierze. 20 lipca 1890 roku z parku Helenów wystartowała balonem „Esperance” Alicja Richard – w kostyumie żeglarki nadpowietrznej, w podróż pod obłoki nie siedząc w koszu lub gondoli, lecz stojąc na balansującej huśtawce. Balon dotarł nad tereny wsi Stoki i tam aeronautka opuściła się z wysokości około 500 sążni (ok. 1070 m), po czym wysłana w pogoń dorożka przywiozła ją z powrotem do Helenowa. Organizatorem pokazów Alicji Richard był Henryk Lange. W 1890 roku Liga Sportowa zorganizowała na terenie parku „Gry Olimpijskie”, padł wówczas rekord Polski w skoku o tyczce. Tereny sportowe znajdują się we wschodniej części ogrodu (po II wojnie światowej wyłączone z terenu parku, znajdują się obecnie pod zarządem Klubu Sportowego „Społem”). W ich skład wchodziły, jedne z pierwszych w mieście, korty tenisowe oraz nowoczesny tor kolarski „cyklodrom”, na którym często odbywały się bardzo popularne wyścigi .

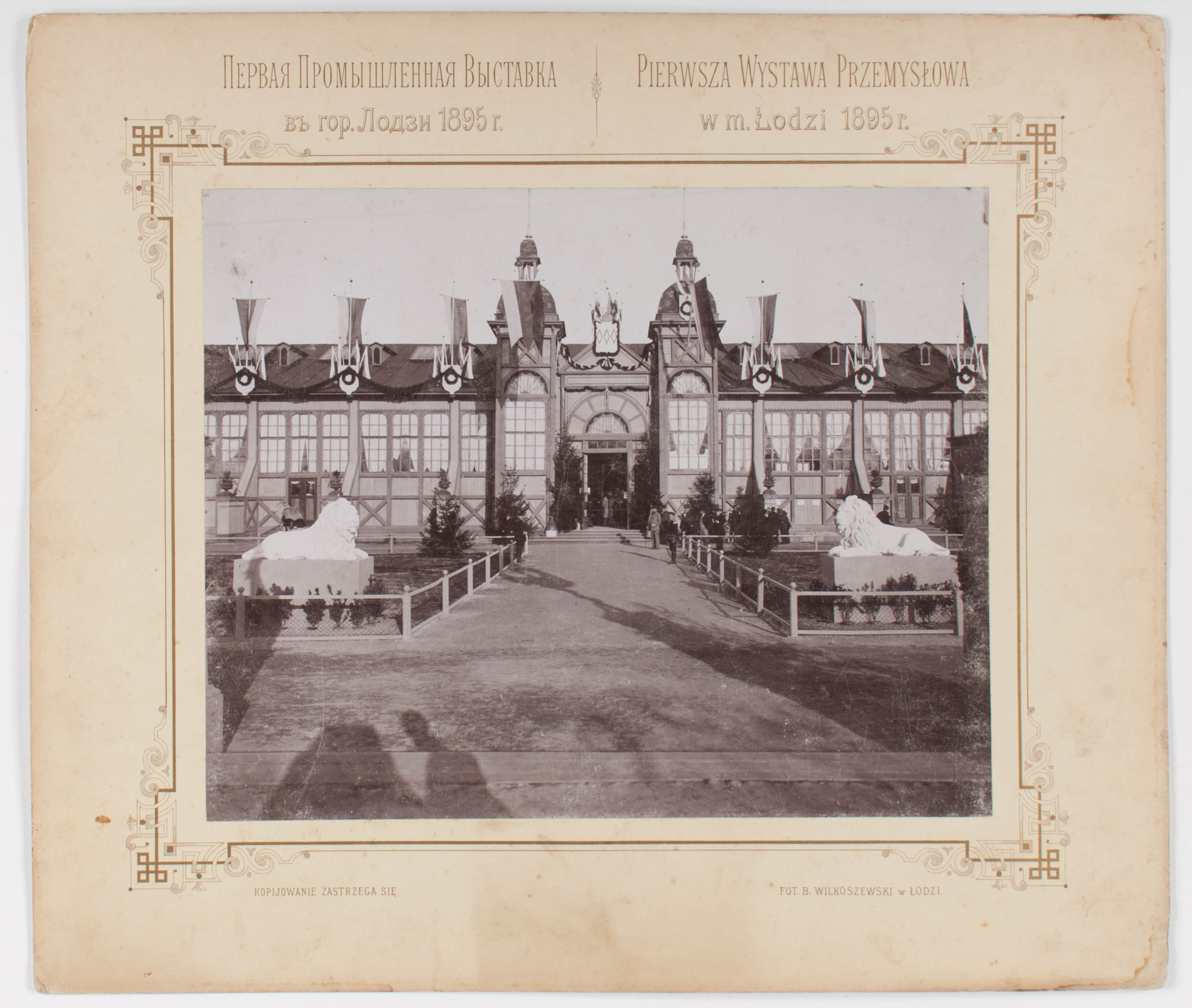
Wejście do pawilonu ekspozycyjnego, specjalnie wzniesionego na wystawę przemysłową w 1895 roku

Wiosną 1892 roku powiększono zwierzyniec o pary fok i antylop, wydrę, kilka drobnych ptaków oraz lemura wari z Madagaskaru, latem sprowadzono trzy okazy zebu i drugą wydrę, a także oddano do użytku mały tor kolarski. 28 sierpnia i 1 września 1892 roku powietrzne wyczyny poprzedników powtórzył w parku warszawski baloniarz i spadochroniarz Zenon Szymański, używający jak Leroux spadochronu własnej konstrukcji, choć jak odnotowała ówczesna prasa, oddał skok z mniejszej wysokości. W 1895 roku zorganizowano wystawę rzemieślniczo-przemysłową ze stu dwudziestoma prezentującymi się kupcami i rzemieślnikami.
Na przełomie lipca i sierpnia 1896 roku w parku odbyły się pierwsze w Łodzi pokazy filmowe z wykorzystaniem sprowadzonej aparatury Edisona (zaprezentowano wówczas cztery krótkie filmy: Mężczyzna z dwoma damami, Pojedynek, Przygody z dzikimi zwierzętami oraz Ulice i place wielkich miast). 4 sierpnia tegoż roku odtworzono ponadto koncert z fonografu Edisona. 11 czerwca 1897 roku w parku helenowskim odbył się przedpremierowy pokaz filmowy z wykorzystaniem kinematografu braci Lumière. Codzienne projekcje trwały do 20 czerwca, a w repertuarze znalazły się m.in.: Kąpiel Diany w Mediolanie, Koronacja jego majestatu, Pojedynek dwóch szablistów, Scena na placu św. Marka w Wenecji, Wizyta naszej Najwyższej Pary Cesarskiej w Paryżu i Wjazd pociągu na stację w La Ciotat.
W grudniu 1898 roku uruchomiono komunikację tramwajową w Łodzi, a ponieważ Zenon Anstadt był zaangażowany w prace konsorcjum tramwajowego, doprowadził do tego, że krańcówka jednej z pierwszych linii znajdowała się pod samą bramą wejściową do parku. W kolejnych latach powstawały następne linie tramwajowe, z których kilka miało krańcówkę na Helenowie, m.in. słynna „zielona czwórka” . W 1911 roku w parku odbył się huczny festyn z okazji 35-lecia istnienia Łódzkiej Straży Ogniowej Ochotniczej.
Około 1908 r. powstała I łódzka sekcja tenisowa w ramach Łódzkiego Towarzystwa Cyklistów. Tenisiści z ŁZC rozgrywali swoje mecze w Parku Helenów, a w 1913 r. przekształcili się w Łódzki Klub Lawntenisowy 1913.

## Stopniowy upadek (1914–1989)

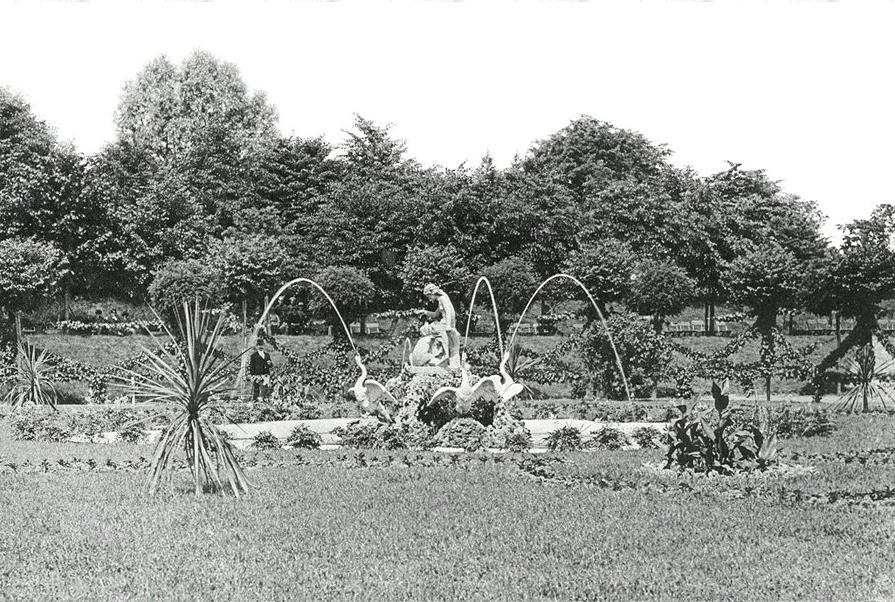
Nieistniejąca już fontanna z łabędziami

Czas świetności Helenowa nie trwał długo. Pierwszy kryzys nadszedł wraz z wybuchem I wojny światowej, kiedy to park został w dużej mierze zdewastowany. Choć w okresie międzywojennym starano się przywrócić mu blask (w dalszym ciągu atrakcje Helenowa dostępne były za opłatą), nigdy to już się nie udało . Na torze kolarskim kończyły się kilkukrotnie (w latach 1929, 1937, 1947–49 i 1961) łódzkie etapy wyścigu Tour de Pologne. W 1922 r. na kortach parku odbyły się Narodowe Mistrzostwa Polski w tenisie. Po II wojnie światowej, po rocznym użytkowaniu przez wojsko, park przeszedł na własność miasta. Wówczas nadano mu nazwę parku im. 19 Stycznia , upamiętniającą datę wkroczenia do Łodzi wojsk Armii Czerwonej i zakończenia okupacji miasta przez Niemców. Park został uporządkowany, otwarty dla wszystkich mieszkańców Łodzi, wschodnia część została przekazana klubowi sportowemu. Rozebrano zwierzyniec, muszlę koncertową, przystań oraz ogrodzenie, przez co zmieniła się jego funkcja – stał się łącznikiem pomiędzy ul. Północną a ul. Źródłową. Również zieleń została w znacznym stopniu przetrzebiona. Początkowo w parku organizowano różnego typu imprezy, koncerty, zabawy, jednak z czasem zaniechano tego typu działań . 8 maja 1949 roku na parkowym boisku umiejscowiono metę VII etapu II Wyścigu Pokoju.

## Próby rewitalizacji (po roku 1989)

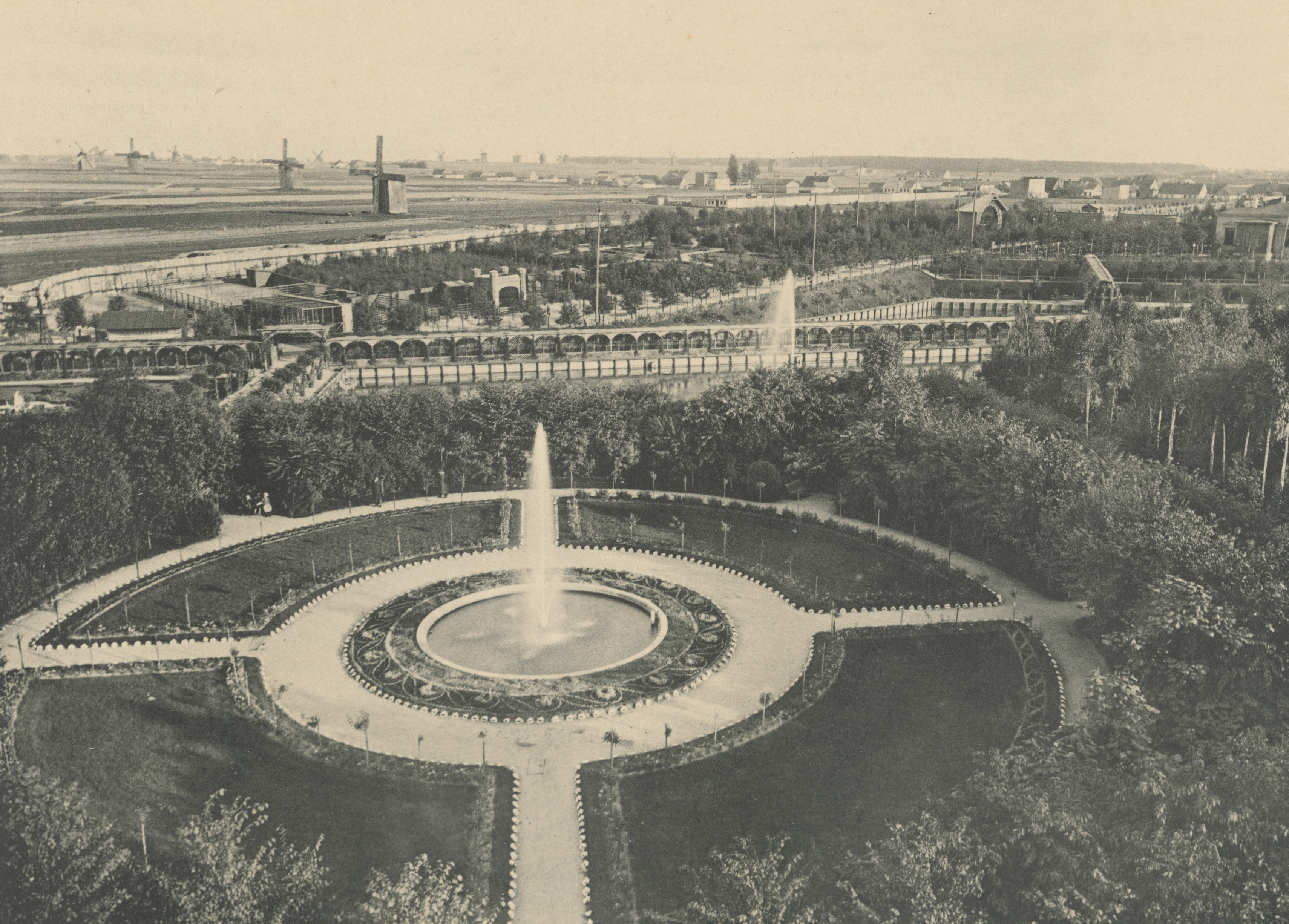
Park Helenów (fot. Bronisław Wilkoszewski, 1896)

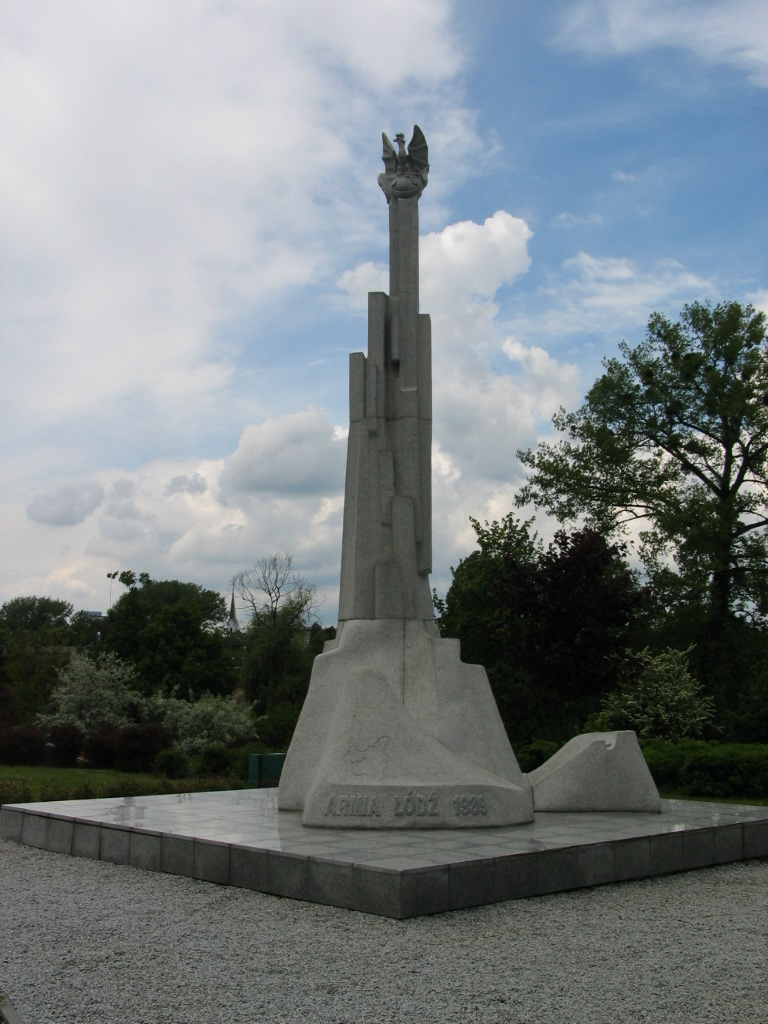
Pomnik Armii „Łódź” (maj 2006)

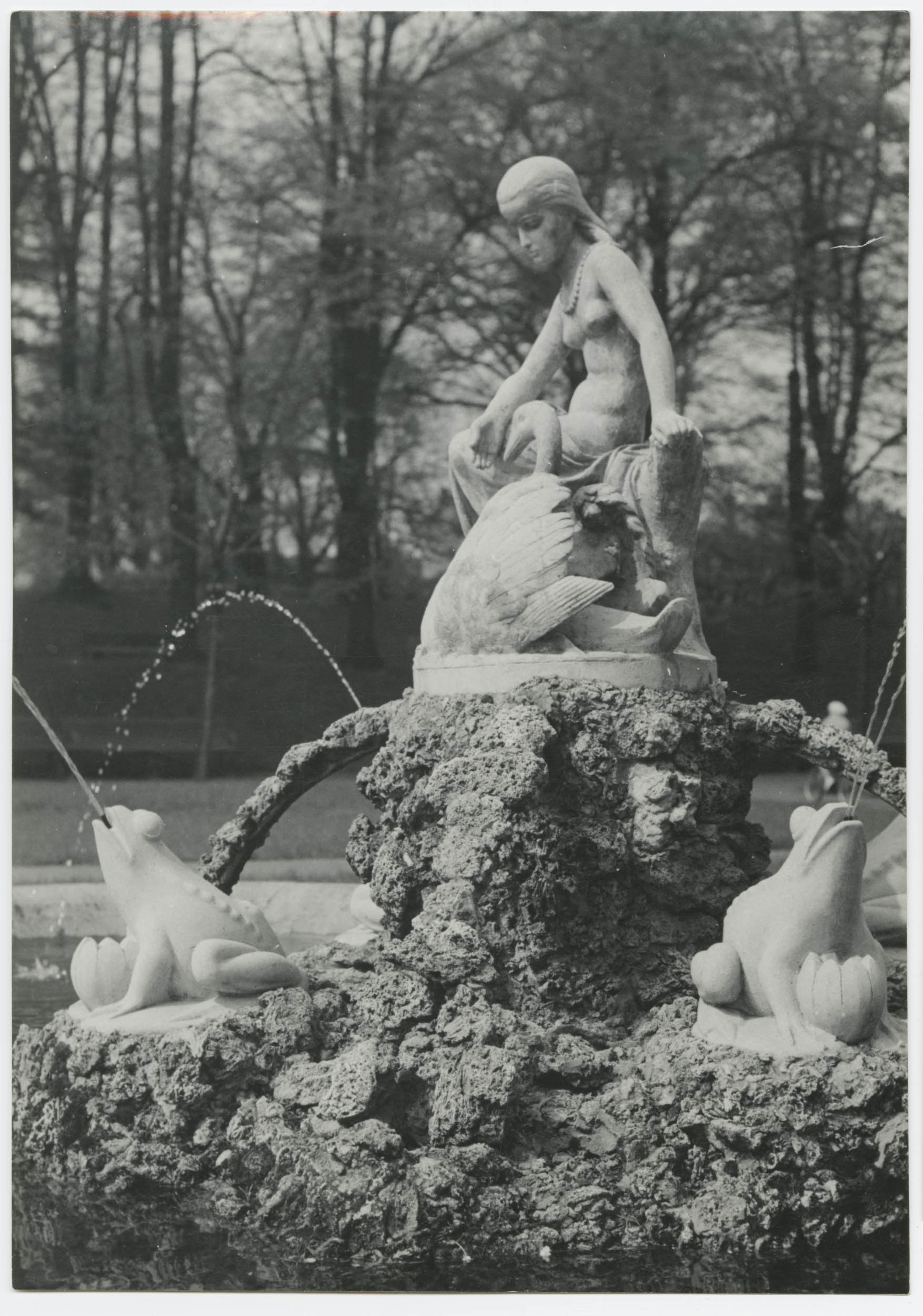
Nieistniejąca już fontanna, zastąpiona w latach 90. XX w. przez kwietnik (fot. Ignacy Płażewski, lata 50./60. XX w.)

Przez wiele lat park (a w szczególności stawy) był zaniedbany, dopiero w latach dziewięćdziesiątych XX wieku przeprowadzono kompleksową modernizację: odtworzono stawy oraz alejki, zbudowano obszerny plac zabaw dla dzieci oraz oświetlono główne aleje. Brama wjazdowa wraz z fragmentem ogrodzenia została odrestaurowana, a w miejscu zrujnowanej fontanny z postacią dziewczyny siedzącej w otoczeniu czterech łabędzi zrywających się do lotu, utworzono kwietnik . 27 maja 1994 roku Rada Miejska w Łodzi przywróciła pierwotną nazwę parku Helenowskiego.
W roku 2000 do parku przyłączono niewielki teren od strony ul. Smugowej. Pełni on funkcje sportowe. Powstało tam boisko, stoły do tenisa i stoliki do gry w szachy. 10 listopada 2003 roku na południowym skraju parku, u wylotu ul. dr. Seweryna Sterlinga, odsłonięty został pomnik Chwały Żołnierzy Armii „Łódź” .
22 czerwca 2014 roku łódzkie Centrum Dialogu im. Marka Edelmana zorganizowało w Helenowie z okazji rozpoczęcia lata festyn „Swingujący Helenów”, próbując w ten sposób przywrócić atmosferę parku z lat jego świetności. Od roku 2015 władze miasta we współpracy z Wojewódzkim Funduszem Ochrony Środowiska w Łodzi rozważają plany rewitalizacji parku. Pojawiły się także niezależne inicjatywy obywatelskie. W ramach łódzkiego budżetu obywatelskiego na rok 2015 do zadań w obrębie Bałut został zgłoszony projekt pod nazwą „Zielony Helenów 2.0” obejmujący m.in. rewitalizację budynków przy ul. Północnej 36a, odnowienie groty z lawy wulkanicznej, oczyszczenie stawów i budowę sceny letniej oraz postulujący powrót weekendowych festynów. Projekt zdobył 819 głosów, co nie okazało się wystarczające, by został zakwalifikowany do realizacji. Kolejne projekty zgłoszono w ramach budżetu obywatelskiego na rok 2017: do zadań w obrębie Bałut – „Remont zabytkowej altany w Parku Helenów” i „Rewitalizacja Parku Helenów” (projekt budowy fontanny pływającej), do zadań ponadosiedlowych – „Park Helenów – powrót do XIX w.” (projekt odbudowy fontanny-wodospadu). Projekty w obrębie Bałut zdobyły odpowiednio 464 i 474 głosy ważne, projekt ponadosiedlowy – 1569 głosów ważnych; jedynie w przypadku projektu pod nazwą „Rewitalizacja Parku Helenów” liczba zdobytych głosów okazała się wystarczająca, by został on zakwalifikowany do realizacji. Na początku października 2017 roku na helenowskich stawach rozmieszczono i uruchomiono trzy pływające fontanny strumieniowe (demontowane na okres zimowy), jako pierwsze w Łodzi podświetlane diodami LED, z systemem sterującym synchronizującym ruch wody i podświetlenie. Koszty wykonania tego projektu wyniosły 570 tys. zł.
W 2017 roku, w ramach budżetu obywatelskiego na rok 2018, ponownie został zgłoszony wniosek ponadosiedlowy „Park Helenów – powrót do XIX w.” (projekt odnowienia groty pozostającej w złym stanie technicznym). Projekt zdobył 1810 głosów ważnych – zbyt mało, by został zakwalifikowany do realizacji.
Spośród drzew parkowych pięć jest pomnikami przyrody: dwa dęby szypułkowe o obwodzie 320 i 340 cm, buk pospolity o obwodzie 245 cm, dąb czerwony o obwodzie 350 cm oraz jesion wyniosły o obwodzie 385 cm. Park jest wpisany do rejestru zabytków .